# 基恩·派路·加斯柏連尼
基恩·派路·加斯柏連尼（義大利語：Gian Piero Gasperini，1958年1月26日—），意大利足球領隊及已退役職業足球員，現時執教於意甲球隊羅馬。球員時期曾效力祖雲達斯和巴勒莫等球會。退役後轉任領隊，曾執教國際米蘭但並未獲得成功。2016年起開始執教亞特蘭大，成功將該隊由中型班蛻變成強權，在意甲和歐聯賽場皆有非常突出的表現，成為亞特蘭大的核心一員。2018/19至2020/21連續三個義甲球季皆打入前四名並取得來屆歐冠聯資格，並在2019/20年歐聯歷史性殺入八強。
2023至24年度帶領亞特蘭大晉級歐洲聯賽決賽以3-0擊敗利華古遜奪冠歷史性替球隊取得首項歐洲賽重要錦標。

## 榮譽

### 俱樂部榮譽
亞特蘭大
- 歐足聯歐洲聯賽冠軍：2023/24年度

### 個人榮譽
- 意甲年度最佳領隊: 2019[2]
- Gazzetta Sports Awards年度最佳領隊: 2017[3]
- Panchina d'Oro: 2019[4]